# Scleroptila
Scleroptila Blyth, 1852 è un genere di uccelli galliformi della famiglia dei Fasianidi.

## Tassonomia
Comprende le seguenti specie:
- Scleroptila streptophora (Ogilvie-Grant, 1891) - francolino dal collare
- Scleroptila afra (Latham, 1790) - francolino aligrigie
- Scleroptila levaillantii (Valenciennes, 1825) - francolino alirosse
- Scleroptila finschi (Barboza du Bocage, 1881) - francolino di Finsch
- Scleroptila shelleyi (Ogilvie-Grant, 1890) - francolino di Shelley
- Scleroptila psilolaema (G.R.Gray, 1867) - francolino etiope
- Scleroptila gutturalis (Rüppell, 1835) - francolino di Archer